# Списак народних хероја: Г
Списак народних хероја чије презиме почиње на слово Г, за остале народне хероје погледајте Списак народних хероја:
      одликовани постхумно
      одликовани за живота
| рб. | име и презиме          | година рођења             | година смрти                   | датум одликовања    | реф.                        | нап.  |
| --- | ---------------------- | ------------------------- | ------------------------------ | ------------------- | --------------------------- | ----- |
| 1.  | Душан Гавран           | 1922. Будељ Горњи, Саница | 16. децембар 1942. Сански Мост | 27. новембар 1953.  | [ 1 ] [ 2 ] [ 3 ]           |       |
| 2.  | Киро Гаврилоски        | 22. фебруар 1918. Прилеп  | 9. мај 1944. Прилеп            | 9. октобар 1953.    | [ 4 ] [ 5 ]                 | [ а ] |
| 3.  | Веселин Гаврић         | 1918.                     | 1942.                          | 27. новембар 1953.  | [ 1 ] [ 7 ] [ 6 ]           |       |
| 4.  | Љубивоје Гајић Ђока    | 1904.                     | 1944.                          | 9. октобар 1953.    | [ 4 ] [ 8 ] [ 9 ]           |       |
| 5.  | Јуре Галић Велики      | 1912.                     | 1943.                          | 5. јул 1951.        | [ 10 ] [ 11 ] [ 9 ]         |       |
| 6.  | Вилим Гаљер Шишо       | 1911.                     | 1942.                          | 27. новембар 1953.  | [ 1 ] [ 8 ] [ 12 ]          |       |
| 7.  | Радован Гардашевић     | 1916.                     | 1943.                          | 10. јул 1953.       | [ 13 ] [ 2 ] [ 12 ]         |       |
| 8.  | Васиљ Гаћеша           | 1906.                     | 1942.                          | 6. децембар 1944.   | [ 14 ] [ 15 ] [ 16 ]        |       |
| 9.  | Перо Георгијев         | 1918.                     | 1941.                          | 10. октобар 1951.   | [ 17 ]                      | [ б ] |
| 10. | Љубица Геровац         | 1919.                     | 1942.                          | 27. новембар 1953.  | [ 1 ] [ 19 ] [ 18 ]         |       |
| 11. | Страхил Гигов          | 1909.                     | 1999.                          | 27. новембар 1953.  | [ 1 ] [ 20 ] [ 21 ]         |       |
| 12. | Милош Гилић Мићо       | 1918.                     | 1944.                          | 9. октобар 1953.    | [ 4 ] [ 22 ]                | [ в ] |
| 13. | Перо Гиљан             | 1912.                     | 1943.                          | 27. новембар 1953.  | [ 1 ] [ 22 ] [ 23 ]         | [ г ] |
| 14. | Иво Глухак             | 1922.                     | 1941.                          | 20. децембар 1951.  | [ 24 ] [ 25 ] [ 26 ] [ 27 ] |       |
| 15. | Мате Голем             | 1923.                     | 1941.                          | 24. јул 1953.       | [ 28 ] [ 26 ] [ 27 ]        |       |
| 16. | Павле Горанин Илија    | 1915.                     | 1944.                          | 15. мај 1944.       | [ 29 ] [ 30 ] [ 31 ]        |       |
| 17. | Иван Гошњак            | 1909.                     | 1980.                          | 27. новембар 1953.  | [ 1 ]                       | [ д ] |
| 18. | Албин Грајзер          | 1922.                     | 1944.                          | 20. децембар 1951.  | [ 24 ] [ 25 ] [ 33 ] [ 34 ] |       |
| 19. | Дукица Граховац        | 1900.                     | 1942.                          | 26. јул 1945.       | [ 35 ] [ 33 ] [ 34 ]        |       |
| 20. | Петар Грачанин         | 1923.                     | 2004.                          | 20. децембар 1951.  | [ 24 ] [ 36 ] [ 37 ] [ 38 ] |       |
| 21. | Чедо Грбић Кедације    | 1921.                     | 1994.                          | 20. децембар 1951.  | [ 24 ] [ 36 ] [ 39 ] [ 40 ] |       |
| 22. | Данило Грбовић         | 1907.                     | 1984.                          | 10. јул 1953.       | [ 13 ]                      | [ ђ ] |
| 23. | Јеврем Грбовић         | 1908.                     | 1943.                          | 20. децембар 1951.  | [ 24 ] [ 25 ] [ 41 ] [ 42 ] |       |
| 24. | Павле Грегорић         | 1892.                     | 1989.                          | 27. новембар 1953.  | [ 1 ] [ 43 ] [ 44 ]         |       |
| 25. | Јоже Грегорчич         | 1907.                     | 1942.                          | 5. јул 1951.        | [ 10 ] [ 45 ] [ 46 ]        |       |
| 26. | Јанко Гредељ           | 1916.                     | 1941.                          | 5. јул 1951.        | [ 10 ] [ 45 ] [ 44 ]        |       |
| 27. | Душан Грк              | 1906.                     | 1994.                          | 23. јул 1952.       | [ 47 ] [ 48 ] [ 49 ]        |       |
| 28. | Радован Грковић        | 1913.                     | 1974.                          | 27. новембар 1953.  | [ 1 ] [ 50 ] [ 51 ]         |       |
| 29. | Трајко Грковић         | 1919.                     | 1943.                          | 6. јул 1953.        | [ 52 ] [ 53 ] [ 51 ]        |       |
| 30. | Радован Грмуша         | 1917.                     | 1974.                          | 27. новембар 1953.  | [ 1 ] [ 54 ] [ 55 ]         |       |
| 31. | Милутин Грозданић      | 1915.                     | 1943.                          | 20. децембар 1951.  | [ 24 ] [ 25 ] [ 56 ] [ 55 ] |       |
| 32. | Петар Грубор           | 1902.                     | 1944.                          | 20. децембар 1951.  | [ 24 ] [ 25 ] [ 57 ] [ 58 ] |       |
| 33. | Алберт Груден          | 1923.                     | 1982.                          | 21. јул 1953.       | [ 59 ] [ 54 ] [ 60 ]        |       |
| 34. | Војислав Грујић        | 1913.                     | 1943.                          | 20. децембар 1951.  | [ 24 ] [ 25 ] [ 53 ] [ 60 ] |       |
| 35. | Стојан Грујичић Јаруга | 1919.                     | 1999.                          | 25. септембар 1944. | [ 61 ] [ 56 ] [ 62 ]        |       |
| 36. | Иван Гуво              | 1910.                     | 1992.                          | 24. јул 1953.       | [ 28 ]                      | [ е ] |

## Напомена
1. ↑  У књизи Народни хероји Југославије стоји податак да је одликован 11. октобра 1953.[6]
2. ↑  У Зборнику народних хероја стоји податак да је одликован 6. октобра 1951, а у књизи Народни хероји Југославије да је одликован 11. октобра 1953.[5][18]
3. ↑  У књизи Народни хероји Југославије стоји податак да је одликован 27. октобра 1953.[21]
4. ↑  Његова биографија је изостављена у књизи Народни хероји Југославије из 1982.
5. ↑  У Зборнику народних хероја и књизи Народни хероји Југославије стоји податак да је одликован 17. новембра 1953.[32][31]
6. ↑  У Зборнику народних хероја и књизи Народни хероји Југославије стоји податак да је одликован 13. јула 1953.[41][42]
7. ↑  У Зборнику народних хероја и књизи Народни хероји Југославије стоји податак да је одликован 24. новембра 1953.[63][64]